# Davide Possanzini
Davide Possanzini, född 9 februari 1976 i Loreto, är en italiensk före detta fotbollsspelare. Under sin karriär spelade han i några viktiga italienska idrottsföreningar, som Torino FC, US Palermo, Reggina och Sampdoria.